# Bardonia
Bardonia statisztikai település az USA New York állam Rockland megyéjében. Lakosainak száma 4249 fő (2020. április 1.).

## Népesség
A település népességének változása:

| 2010 | 4 108 |
| 2020 | 4 249 |